# معركة القصيبة

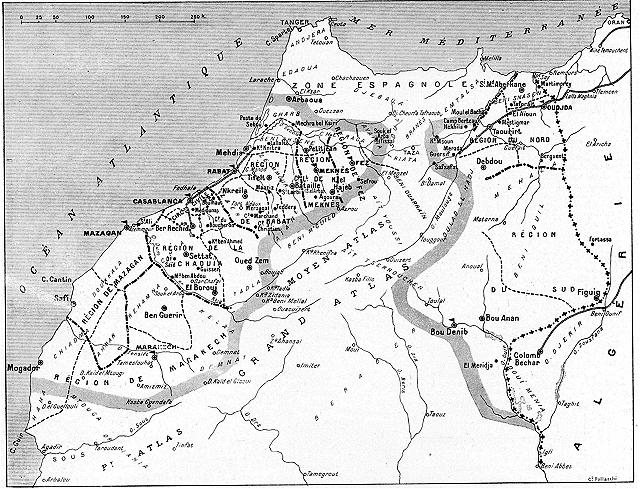
خريطة توضح احتلال فرنسا للمغرب سنة 1913

معركة القصيبة هي معركة وقعت أطوارها في منطقة القصيبة بالمغرب من 8 إلى 10 يونيو 1913، كجزء من غزو فرنسا للمغرب. وعلى الرغم من الخسائر الكبيرة التي ألحقها بالأعداء مقارنة بالخسائر التي تكبَّدها هو نفسه، فقد حمَّل الحاكم العسكري الفرنسي للمغرب، هوبرت ليوتي، القائد الميداني تشارلز مانجان المسؤولية عن الخسائر غير المقبولة، ولذلك تمت إزالته من قيادته وسرعان ما عاد إلى فرنسا.
بعد انتصاره في معركة سيدي بوعثمان في سبتمبر 1912، حصل مانجان على قيادة وادي زم.